# Atletismo nos Jogos Pan-Americanos de 1963 - Lançamento de martelo masculino
A prova do lançamento de martelo masculino nos Jogos Pan-Americanos de 1963 foi realizada em São Paulo, Brasil.

## Medalhistas
| Ouro                           | Prata                        | Bronze                      |
| Albert Hall USA Estados Unidos | Jim Pryde USA Estados Unidos | Roberto Chapchap BRA Brasil |

## Resultados
| Posição           | Nome             | Nacionalidade      | Marca | Notas |
| ----------------- | ---------------- | ------------------ | ----- | ----- |
| Medalha de ouro   | Albert Hall      | USA Estados Unidos | 62.74 |       |
| Medalha de prata  | Jim Pryde        | USA Estados Unidos | 58.56 |       |
| Medalha de bronze | Roberto Chapchap | BRA Brasil         | 57.92 |       |
| 4                 | Enrique Samuells | CUB Cuba           | 56.21 |       |
| 5                 | Lido Crispieri   | CHI Chile          | 54.67 |       |
| 6                 | Bruno Strohmeier | BRA Brasil         | 53.04 |       |